# Société générale d'art allemande
La Société générale d'art allemande est la première association professionnelle nationale d'artistes visuels dans les états allemands. Elle est fondée à Bingen fin septembre 1856.

## Histoire

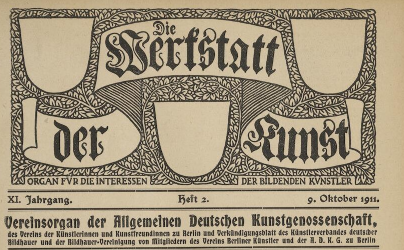
Orgue associatif Die Werkstatt der Kunst (1911)

L'association d'artistes Malkasten de Düsseldorf - initiée par un « comité de Düsseldorf » autour d'Hermann Becker (de) et Emanuel Leutze - lance un appel en 1856 pour le « premier rassemblement d'artistes visuels allemands » à Bingen am Rhein,. La réunion a lieu - soutenue par la ville de Bingen, qui met à disposition ses nouveaux bains publics comme lieu de rencontre - du 28 au 30 septembre 1856. Trois sessions sont organisées sous la direction du nazaréen Philipp Veit - le créateur du célèbre Germania (de) - et complétées par un programme convivial d'excursions et de célébrations. À la suite de ces consultations, des artistes de 21 villes fondent la « Société générale d'art allemande ». Leur objectif est de développer un « art allemand » sur une base nationale et d'améliorer le bien-être matériel de la profession d'artiste. Selon les idées des 160 participants, des expositions d'art nationales doivent également être organisées à cet effet.
Lors de la réunion suivante, à Stuttgart en 1857, Munich est choisi comme lieu d'une première exposition commune, qui a lieu au Palais des glaces en 1858 avec un grand succès sous le titre « Exposition d'art allemand et historique ».
L'organisation d'expositions annuelles de suivi donne naissance à la coopérative d'artistes de Munich (de). Cependant, le développement ultérieur de la « Coopérative générale des artistes allemands » n'est pas encore étudié. Elle aurait continué à organiser des expositions et à soutenir les artistes en difficulté financière. Elle aurait également participé à l'élaboration des bases légales du premier droit d'auteur allemand de 1876. Mais après 1900, l'organisation centrale des associations d'artistes s'est désintégrée, jusqu'à la fondation en 1921 de l'Association économique du Reich des artistes allemands.